# Toemoek-Hoemakgebergte
Het Toemoek-Hoemakgebergte (ook wel geschreven als Toemoekhoemak, Tumuk Humak of Tumucumaque) is een ongeveer 120 kilometer lange bergketen in het grensgebied van Suriname, Frans-Guyana en de Braziliaanse staat Amapá. De bergketen Yari maakt deel uit van het gebergte.
In de taal van de Apalam- en Wayanavolkeren uit het noordoosten van het Amazonebekken betekent Tumucumaque "de rots op de berg die het gevecht van de sjamaan met de geesten symboliseert".
De rivieren Marowijne en Oiapoque ontspringen in het Tomoek-Hoemakgebergte. Het gebergte maakt deel uit van het Hoogland van Guyana dat de scheiding tussen twee biogeografische systemen vormt: enerzijds het stroomgebied van de Amazone en anderzijds de geografische regio Guyana, dat het hele noordoostelijke kustgebied van Zuid-Amerika beslaat. Het hoogplateau van het gebergte bestaat uit een mengeling van laagland- en hoogvlaktebossen.
Het Nationaal park Montanhas do Tumucumaque is vernoemd naar het Toemoek-Hoemakgebergte en omvat het Braziliaanse deel van het gebergte. Het is het grootste nationale park van Brazilië (groter dan België) en tevens het grootste gebied ter wereld van beschermd tropisch regenwoud.
De Franse film Tumuc Humac (1970), geregisseerd door Jean-Marie Périer, werd vernoemd naar de bergketen.

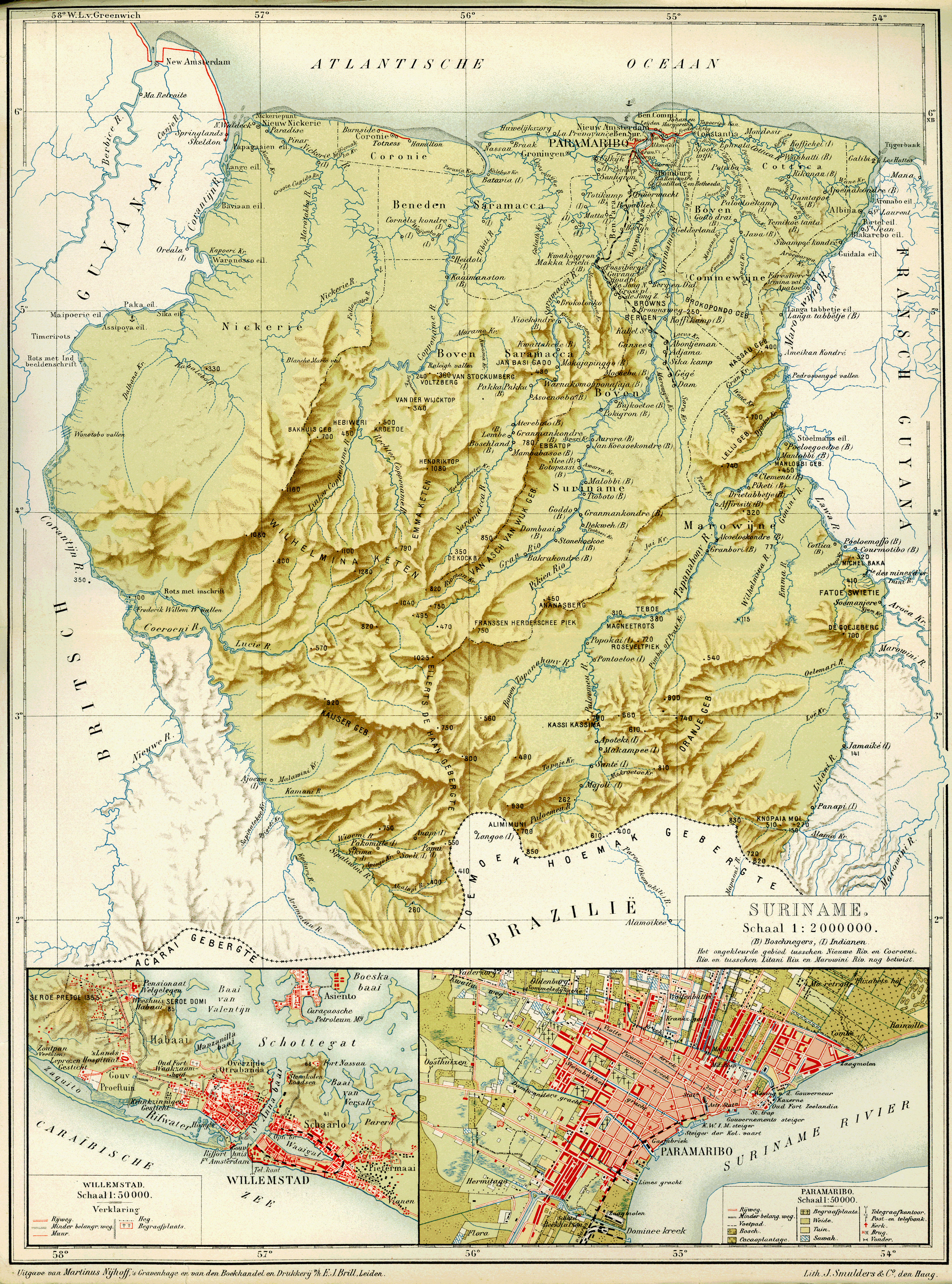
Kaart van Suriname uit 1914-1917 waarop het Tomoek-Hoemakgebergte langs de grens met Brazilië zichtbaar is

- Virtual International Authority File: 12144648172955192415